# Po co
Po co – piosenka i wspólny singel polskiej piosenkarki popowej Kayah i izraelskiego kompozytora i producenta popowo-folkowego Idana Raichela (hebr. עידן רייכל), w ramach projektu muzycznego The Idan Raichel Project (hebr. הפרויקט של עידן רייכל). Singel pod szyldem Kayax ukazał się 26 kwietnia 2017. Tego dnia odbyła się również premiera wideoklipu w reżyserii Michała Węgrzyna.
Za singel Kayah otrzymała nagrodę w plebiscycie Róże Gali 2017 w kategorii Muzyka. W 2022 w ramach projektu „Kayax XX Rework” z okazji 20-lecia wytwórni Kayax została wydana nowa wersja utworu w wykonaniu w wykonaniu Rat Kru w duecie z Kayah.

## Certyfikat
| Kraj          | Certyfikat  | Sprzedaż |
| ------------- | ----------- | -------- |
| Polska (ZPAV) | złota płyta | 10 000+  |